# Терпенье (Омская область)
Терпенье — деревня в Полтавском районе Омской области. Входит в Новоильиновское сельское поселение.

## История
Основана в 1906 году. В 1928 году село Терпенье состояло из 81 хозяйства, основное население — русские. Центр Терпеньевского сельсовета Полтавского района Омского округа Сибирского края.

## Население
| 1926 | 2010 |
| ---- | ---- |
| 424  | ↘356 |